# ネオバーズ
ネオバーズ（中: 泥巴娛樂、英: NeoBards Entertainment Ltd.）は、2017年に設立された香港に本社を置くゲーム開発会社である。台北、蘇州などにもスタジオを構える。
主にカプコンやスクウェア・エニックスなどの作品の開発に携わっている。

## 概要
2017年2月、20年以上の業界経歴を持つスタッフが集結し、設立された。中心メンバーは過去にはソニー・インタラクティブエンタテインメント、アクティビジョン、スクウェア・エニックス、カプコン、エレクトロニック・アーツ、ユービーアイソフトなどから発売されたAAAタイトルに携わっている。
最初に開発とデザインを全面的に担当した作品は『バイオハザード レジスタンス』である。メンバーの多くは過去にカプコンと仕事をした経験があり、その縁と実績を買われて案件を任された。他にもカプコン作品のリマスターを数件担当しつつ、やがてスクウェア・エニックスの『アベンジャーズ』やコナミデジタルエンタテインメントの『サイレントヒルf』など他の企業のゲームも手掛けるようになる。

## 開発参加作品
- デビルメイクライ HDコレクション (次世代ハード版)
- 鬼武者HD
- バイオハザード オリジンズコレクション
- バイオハザード レジスタンス
- アベンジャーズ
- ノー・ストレート・ロード (Nintendo Switch版)[7]
- バイオハザード RE:2 (次世代ハード版)
- バイオハザード RE:3 (次世代ハード版)
- バイオハザード7 レジデント イービル (次世代ハード版)
- バイオハザード RE:バース
- ロックマンエグゼ アドバンスドコレクション
- 真・三國無双 M
- ファイナルファンタジーVII リバース
- デッドライジング デラックスリマスター
- サイレントヒルf